# Guatteria latifolia
Guatteria latifolia (Mart.) R.E.Fr. – gatunek rośliny z rodziny flaszowcowatych (Annonaceae Juss.). Występuje endemicznie w Brazylii (w stanach Minas Gerais i Rio de Janeiro). 

## Morfologia
PokrójZimozielone drzewo.
LiścieMają eliptyczny kształt. Mierzą 10–19 cm długości oraz 5–7 szerokości. Liść na brzegu jest całobrzegi. Wierzchołek jest tępy.
OwoceSą pojedyncze. Mają eliptyczny kształt. Osiągają 10–11 mm długości oraz 5 mm średnicy.

## Biologia i ekologia
Rośnie w lasach. Występuje na wysokości około 1000 m n.p.m.